# Antoine-Bernard Caillard
Antoine-Bernard Caillard (ur. 28 września 1737, zm. 6 maja 1807) – francuski dyplomata i bibliotekarz. 
W latach 1777–1779 był francuskim ambasadorem w Danii.
Napisał Katalog ksiąg rzadkich i cennych (fr. Catalogue des livres rares et précieux, de la bibliothèque de feu M. Ant. Bern), wydany przez paryskie wydawnictwo Debure père et fils w 1808 roku.